# Fernando Chiarelli
Fernando Chiarelli (Ribeirão Preto, 21 de janeiro de 1957) é um professor e político brasileiro, filiado ao Patriota.
Foi vereador, deputado federal e candidato à prefeitura de Ribeirão Preto nas eleições de 2012 e 2020. Nas eleições municipais de 2020, Chiarelli teve o registro indeferido pela Justiça Eleitoral pelo não pagamento de uma multa referente a uma condenação em 2013. Entretanto, no dia 13 de novembro de 2020, dois dias antes das eleições, o Tribunal Regional Eleitoral de São Paulo (TRE-SP) aceitou a candidatura de Chiarelli à Prefeitura de Ribeirão Preto. Foi o terceiro candidato mais votado, com 27.511 votos, o equivalente a 10,9% dos votos válidos (ver Eleição municipal de Ribeirão Preto em 2020).
Em 2010, Fernando Chiarelli foi considerado um dos parlamentares com mais processos no STF na região Sudeste.
Nas eleições de 2006, ficou com a vaga de 2º suplente; após a morte de João Herrmann Neto, que era o primeiro suplente que assumiu a vaga do incumbente, Chiarelli assume o assento em 2009.

## Controvérsias

#### Cassação
Em 1995, Chiarelli foi cassado por quebra de decoro, por supostamente chamar Antônio Lorenzato, que possuia uma deficiência física, de "Aleijadinho". Alegadamente inspirado em Jânio Quadros, Chiarelli movia ações contra ex-vereadores e ex-prefeitos, como o troco pela cassação. Se intitulava, o "caçador de ratos", usando paletós escuros, mesmo com o tempo quente, e sacava ratos de borracha pelo rabo pra pra mostrar a outras pessoas.

#### Difamação
Durante as eleições de 2012, a candidata Darcy Vera ganhou duas vezes o direito de resposta contra Chiarelli, devido ao candidato ter, segundo a Justiça Eleitoral, proferido frases injuriosas e difamatórias sobre ela.

### Prisão
Em agosto de 2016, Chiarelli foi preso por crime eleitoral quando chegava à Câmara, onde participaria da convenção do PTdoB. Segundo a Justiça Eleitoral, Chiarelli foi enquadrado na Lei da Ficha Limpa, e se tornou inelegível.